# أوبورندال
أوبورندال (بالإنجليزية: Auburndale)‏ هي مدينة أمريكية تقع في ولاية فلوريدا. تبلغ مساحة هذه المدينة 24.1 (كم²)،ويبلغ عدد سكانها 11032 نسمة حسب إحصاء سنة 2010 م 11032.تشير إحصاءات سنة 2000م بأن الكثافة السكانية في هذه المدينة تقدر بـ(457.8) نسمة/كم2 

## أعلام
- ك. فرد جونز
- فان غرين
- كايل ريان
- غلين مارتينيز